# Oppermannstein

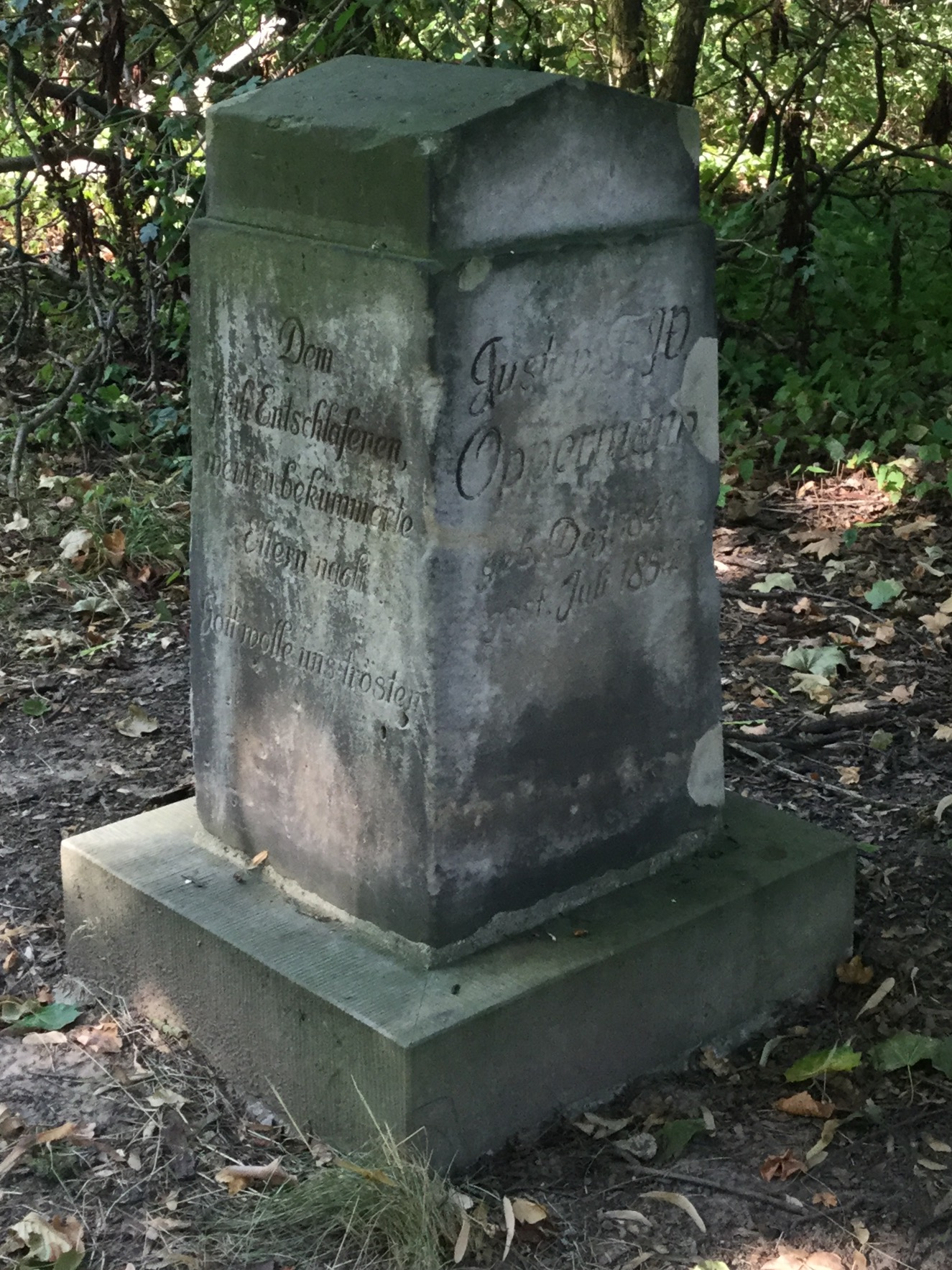
Oppermannstein

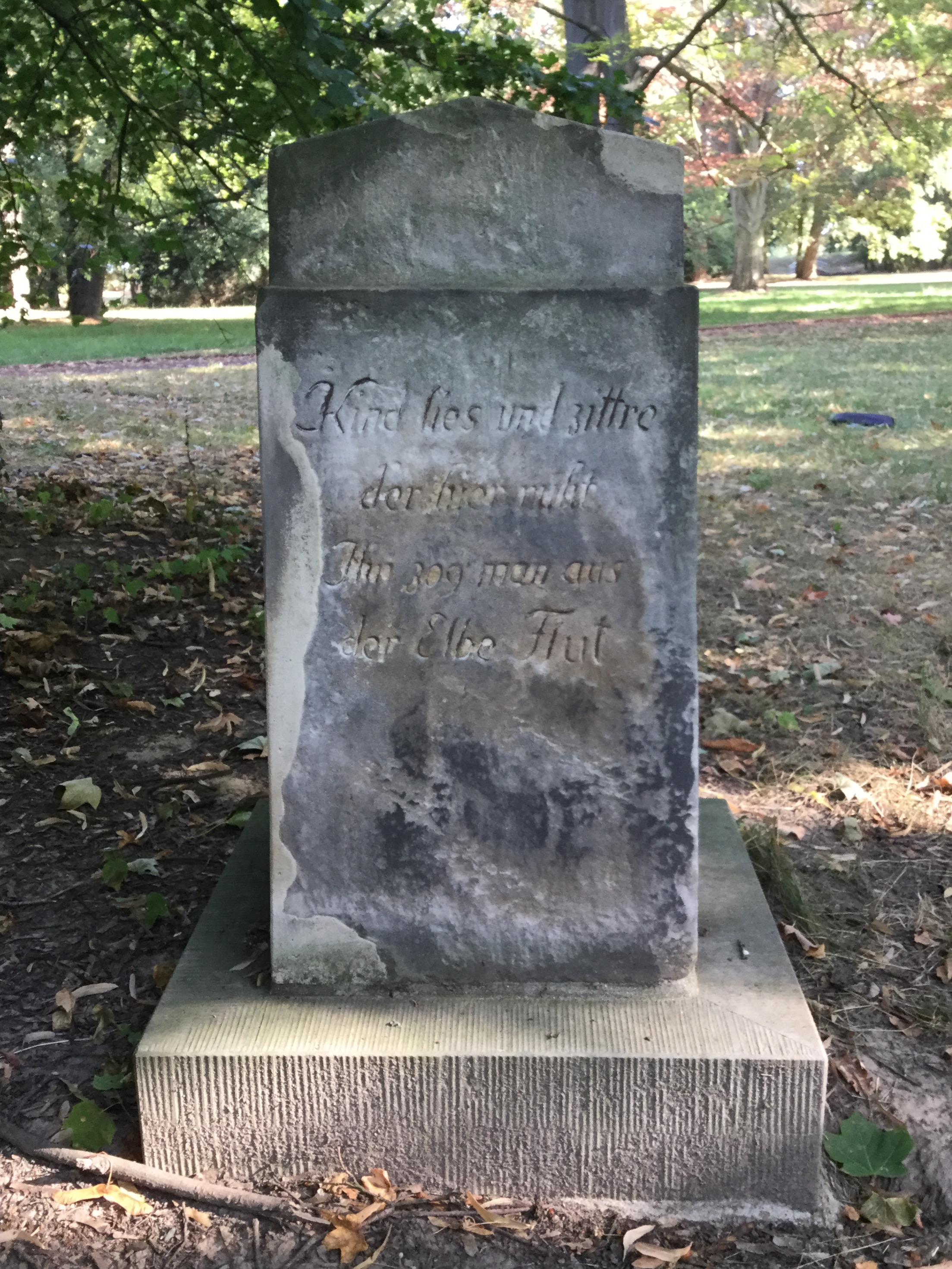
Inschrift

Der Oppermannstein ist ein denkmalgeschützter Gedenkstein in Magdeburg in Sachsen-Anhalt.

## Lage
Der Stein befindet sich im Stadtteil Herrenkrug im Herrenkrugpark nordwestlich hinter dem Herrenkrug-Hotel unweit des rechten Ufers der Elbe.

## Gestaltung und Geschichte
Die aus Sandstein gefertigte Stele entstand als Grabstein für ein 1854 im Alter von vier Jahren in der Elbe ertrunkenes Kind. Die vier Seiten des quaderartigen Steins sind mit Inschriften versehen.
Die Inschriften lauten:
Kind lies und zittre

der hier ruht

Ihn zog man aus

der Elbe Flut
Dem

früh Entschlafenen,

weinen bekümmerte

Eltern nach
Gott wolle uns trösten
Gustav F W

Oppermann

geb. Dez. 1849

gest. Juli 1854
Ihm setzte dies

Denkmal

ein liebender

Onkel.
Im örtlichen Denkmalverzeichnis ist der Gedenkstein als Kleindenkmal verzeichnet.